# Gitem
Gitem (acronyme de Groupement Inter Coopératif Télé Ménager) est une enseigne de magasins opérant dans la vente de matériel électroménager, présente uniquement en France. C'est un groupement d'intérêt économique, appartenant au groupe Euronics. Chaque propriétaire de magasin travaille dans son point de vente et en est personnellement responsable. En 2015, Gitem possède 250 magasins.

## Histoire
Gitem est créé en 1971 par le regroupement de sept coopératives représentant environ 1200 magasins.
Dans les années 2010, certains magasins Gitem passent sous l'enseigne Euronics.
En 2015, l'entreprise est en difficulté financière et subit une phase de redressement judiciaire.
En 2016, le groupement se détache d'Euronics et prend le seul nom de "Gitem", société anonyme coopérative (PV d'assemblée générale du 25 juillet 2016).